# Men in Black 3
Die US-amerikanische Comicverfilmung Men in Black 3, die auf der gleichnamigen Reihe von Marvel basiert, ist ein Action-Komödien-Science-Fiction-Film, der am 14. Mai 2012 in Berlin Weltpremiere feierte. Die Fortsetzung von Men in Black und Men in Black II ist im IMAX-Format sowie in 3D zu sehen. In Deutschland lief der Film bundesweit am 24. Mai 2012 an, in den USA am 25. Mai.
Während Amblin Entertainment als Produktionsgesellschaft fungierte, übernahm Columbia Pictures die Vermarktung im US-amerikanischen Raum. Regie führte, wie schon in den Vorgängerfilmen, Barry Sonnenfeld. Zudem schlüpften Will Smith und Tommy Lee Jones zurück in ihre alten Rollen. Die Vorlage zum Drehbuch, das dieses Mal von Etan Cohen verfasst wurde, stammt von Lowell Cunningham. Während Walter F. Parkes und Laurie MacDonald die Produzenten des Films waren, agierten G. Mac Brown und Steven Spielberg als ausführende Produzenten.
Men in Black 3 hatte ein Budget von 215 Millionen US-Dollar. Gedreht wurde vom 16. November 2010 bis einschließlich April 2011 ausschließlich in den Produktionsländern.

## Handlung
Boris die Bestie bricht aus einem Alien-Hochsicherheitsgefängnis auf dem Mond aus. Agent K hatte bei der Gefangennahme 1969 Boris’ Arm abgeschossen, daher will er Rache und flieht auf die Erde. Dort untersuchen K und sein Partner J seine Landestelle. Kurz darauf werden sie zu einem chinesischen Restaurant gerufen, was sich als Hinterhalt von Boris herausstellt. Nach einem Kampf behauptet Boris, dass K bereits tot sei, es jedoch noch nicht wisse.
J möchte wissen, was damals zwischen Boris und K vorgefallen ist. K jedoch schottet sich ab und suspendiert J. J forscht im Computer nach Boris und erhält einige Informationen. Als er allerdings tiefer dringen will, bekommt er keine Freigabe der Daten. Später am Abend ruft K an und will sich entschuldigen. Nach dem Telefonat verschwindet K, und seine Wohnung ist plötzlich von einer fremden Familie bewohnt. J ist verwirrt. Im Hauptquartier erfährt er, dass Boris entkommen konnte und K schon vor 40 Jahren gestorben ist. Da sich J aber an seinen Partner in der Gegenwart erinnern kann und seine Chefin dies sonderbar findet, vermutet sie, dass die Zeit manipuliert wurde. Sie stellt die Zusammenhänge her. Daraufhin geht J denselben Weg wie vermutlich der zuvor entkommene Boris: auf eine Zeitreise in das Jahr 1969, zu dem Zeitpunkt kurz vor Boris’ Gefangennahme.
Als J Boris nach seinem ersten Mord stellen will, erscheint der junge K. Dieser nimmt J fest und verhört ihn im bereits 1969 bestehenden, aber zeitgemäß eingerichteten Hauptquartier und will anschließend sein Gedächtnis mit einer mächtigen Apparatur neuralisieren lassen. Kurz vor Beginn der Prozedur schenkt er allerdings den ungewöhnlichen Aussagen Js Glauben und nimmt mit ihm die Suche nach Boris auf.
J und K suchen Agent W, alias Andy Warhol, in der Fabrik auf, wo sie auf den Archanier Griffin treffen (die Emergenz eines Wesens, das eigentlich in einer 5-dimensionalen Welt existiert). Dieser sieht mögliche Zukünfte in Paralleluniversen voraus, ist dabei aber nie sicher, welche Zukunft tatsächlich eintreten wird, da in den unterschiedlichen Varianten Ereignisse fehlen oder eintreten (z. B. K gibt Trinkgeld oder nicht), von denen wiederum Ereignisse abhängen (Satellit kreuzt die Bahn eines Asteroiden oder nicht und zerstört ihn), die den Ablauf erheblich ändern (Asteroid schlägt in New York ein oder nicht). Sie können Boris’ Angriff auf Griffin abwehren, verlieren Griffin aber aus den Augen. Sie finden ihn kurz darauf im Baseball-Stadion. Als Griffin von den beiden abgelenkt wird, kann er Boris’ Angriff nicht voraussehen, der ihn auf einem Motorrad entführt. Boris will das von Griffin an K zu übergebende Objekt stehlen, mit dessen Hilfe das planetare Abwehrsystem Arcnet gegen Boris’ Rasse installiert werden soll. K und J können Griffin befreien.
Die Gruppe beschließt, das Arcnet mit Hilfe der Saturn V, der Rakete für die erste Mondlandung, ins Weltall zu bringen. Daher reist man nach Florida zum Kennedy Space Center. Dorthin sind der 1969er-Boris, aber auch der Boris aus der Gegenwart unterwegs. Mithilfe eines Colonels, der sich später als Js Vater herausstellt, schaffen es J und K wenige Minuten vor dem Start auf die Rampe. Im Endkampf besiegen die Agenten die beiden Borisse, jedoch wird Js Vater getötet (und J sieht sich selbst als Kind, weswegen Griffin ihm vorher dringend empfohlen hatte, nach erfolgter Mission sofort zu verschwinden). Während J den Gegenwarts-Boris tötet, wird der junge Boris diesmal von K nicht verhaftet, sondern getötet. So kann sich sein zukünftiger Ausbruch nicht mehr ereignen. Das Arcnet wird von Apollo 11 in den Orbit gebracht.
J gelangt wieder in die Gegenwart, und außer der Tatsache, dass sich Boris nicht im Lunar-Gefängnis befindet und K etwas freundlicher ist, hat sich nichts im Vergleich zu der Situation vor Boris’ Zeitmanipulation geändert. J bedankt sich bei K für dessen Hilfe für ihn und seinen Vater vor 40 Jahren, worauf dieser entgegnet, es sei eine Ehre für ihn gewesen.

## Running Gag
Ein Running Gag aller drei Men-in-Black-Filme sind die auf Monitoren in der MIB-Zentrale als „Aliens“ gezeigten Prominenten. Diesmal sind darunter Justin Bieber, Lady Gaga, Bill Gates, Richard Branson, Yao Ming, David Beckham und Tim Burton.

## Synchronisation
| Schauspieler       | Synchronsprecher       | Rolle               |
| ------------------ | ---------------------- | ------------------- |
| Will Smith         | Jan Odle               | Agent J             |
| Tommy Lee Jones    | Ronald Nitschke        | Agent K             |
| Josh Brolin        | Florian Halm           | Agent K (jung)      |
| Jemaine Clement    | Torsten Michaelis      | Boris               |
| Emma Thompson      | Monica Bielenstein     | Agent O             |
| Alice Eve          | Maria Koschny          | Agent O (jung)      |
| Michael Stuhlbarg  | Marius Clarén          | Griffin             |
| Mike Colter        | Oliver Siebeck         | Colonel Edwards     |
| Nicole Scherzinger | Natascha Geisler       | Lilly               |
| Michael Chernus    | Gerrit Schmidt-Foß     | Jeffrey Price       |
| David Rasche       | Hans-Jürgen Dittberner | Agent X             |
| Bill Hader         | Peter Flechtner        | Andy Warhol/Agent W |
| Keone Young        | Stefan Gossler         | Mr. Wu              |

## Erfolg und Rezeption
„Eines jedoch fehlt Sonnenfelds kurzweiligem Spaß: Die entwaffnende Spritzigkeit der beiden Vorgängerfilme. Die Gags sind durchweg nett, aber nicht brüllendkomisch, und die ehemals süffisanten Frotzeleien des dysfunktionalen Weltenretterpaares J und K nutzen sich bereits in der ersten Viertelstunde ab. Dafür zeigt Will Smith einmal mehr seine Qualitäten als selbstironischer Leading Man. Allein sein Zeitsprung vom Dach eines Wolkenkratzers ist der vorläufige Slapstick-Höhepunkt der Reihe. Fazit: Temporeiches und perfekt in Szene gesetztes Sci-Fi-Abenteuer, das sich zuweilen zu ernst nimmt und dabei den Spaß aus den Augen verliert.“

„Kurzum: Ein gelungenes, elegant gefilmtes und flott montiertes Reboot mit Blockbusterpotenzial. Die Men in Black widersetzen sich eisern ihrer Pensionierung.“

„Eine ausgesprochen originelle Weiterführung des Franchise, die nicht nur mit dem charismatischen Buddy-Duo, sondern auch mit liebevoll gestalteten Nebenfiguren, einer witzigen Hommage an die "Sixties" und atemberaubenden 3D-Effekten perfekt unterhält.“

Am Startwochenende sahen in Deutschland 423.956 Besucher den Film. Die Gesamtbesucherzahl belief sich auf über 2,25 Millionen, was einem Einspielergebnis von rund 20,9 Millionen Euro entspricht (umgerechnet etwa 26,3 Millionen US-Dollar). Insgesamt nahm der Film weltweit bisher über 624 Millionen US-Dollar ein, davon 445 Millionen US-Dollar außerhalb der USA. Damit ist der dritte Teil der erfolgreichste der Reihe.

## Hintergrund

### Entstehung
Die Dreharbeiten fanden vom 16. November 2010 bis inklusive April 2011 in der Bronx, in Brooklyn, dem Central City Studio, auf Fire Island, in den Kaufman Astoria Studios, im Robert Moses State Park und in den Sony Pictures Studios ausschließlich in New York City und Los Angeles statt. Mit einem offiziellen Budget von 215 Millionen US-Dollar ist der Film der teuerste Teil der Men-in-Black-Reihe. Gedreht wurde auf 35-mm-Film mit der Arriflex 235, den Arricams Studio und Lite sowie digital mit der Arri Alexa.
Der erste Trailer wurde im Dezember 2011 veröffentlicht.

### Musik
Für den Score, die orchestrale Begleitmusik, zeigte sich wie schon in beiden vorhergehenden Teilen der Reihe Danny Elfman verantwortlich, der als Hommage an den Rock der späten 1960er seine Orchestrierung für Teil 3 u. a. um E-Gitarren-lastige Variationen seines bekannten Hauptthemas erweiterte. Nachdem Will Smith die Titelsongs für die ersten beiden MIB-Filme beisteuerte, übernahm dies diesmal der US-amerikanische Rapper Pitbull. Regisseur Barry Sonnenfeld hatte ihn ausgewählt den Titelsong zu produzieren, nachdem seine 19-jährige Tochter begonnen hatte, seine Musik zu spielen. Am 26. März 2012 wurde der Titelsong Back in Time veröffentlicht.

### Videospiel
Das Videospiel zum Film wurde von FUN Labs entwickelt und von Activision vertrieben. Es trägt den Titel MIB: Alien Crisis und handelt nicht von Agent K oder Agent J, sondern von einem neuen Agenten der MIB namens Peter Delacoeu.
Zudem gibt es ein von Gameloft entwickeltes Spiel für iOS, Android-Smartphones und Tablets. In diesen baut der Spieler eine eigene Agency auf und bekommt Aufträge von Agent K, Agent J und anderen Akteuren aus den Men-in-Black-Filmen.

## Fortsetzung
Im Mai 2013 gab Sony bekannt, bei Oren Uziel einen Entwurf für ein Fortsetzungs-Drehbuch beauftragt zu haben. Letztlich wurde das Drehbuch für Men in Black: International von Matt Holloway und Art Marcum geschrieben, Regie führte F. Gary Gray. Der Film kam mit Tessa Thompson und Chris Hemsworth als den zwei neuen Hauptdarstellern Agent M und Agent H im Juni 2019 in die Kinos. In weiteren Rollen spielen Liam Neeson und Emma Thompson mit.